# Koijuvaara
Koijuvaara i Gällivare kommun, Norrbottens län, är en linjeplats längs med Malmbanan, belägen cirka 9 kilometer söder om Gällivare järnvägsstation och 2 kilometer norr om Harrträsk.
Mellan Koijuvaara och Aitikgruvan går Järnvägen Koijuvaara–Aitik, invigd 2010.